# 리치 평탄 다양체
미분 기하학에서 리치 평탄성은 (준) 리만 다양체의 곡률에 대한 조건이다. 리치 평탄 다양체는 특별한 아인슈타인 다양체이다. 리치 평탄 로런츠 다양체는 일반 상대성 이론에서 우주 상수가 0인 진공 상태에서 아인슈타인의 장 방정식의 해이기 때문에 이론 물리학에서도 근본적인 관심을 끌고 있다.
로런츠 기하학에서는 카를 슈바르츠실트, 로이 커 및 이본 쇼케브뤼아의 연구를 통해 다수의 리치 평탄 계량이 알려져 있다. 리만 기하학에서, 야우 싱퉁의 칼라비 추측의 해결은 켈러 다양체에 대한 다수의 리치 평탄 계량을 생성했다.

## 정의
준 리만 다양체는 리치 곡률이 0이면 리치 평탄이라고 한다. 차원 2를 제외하고 아인슈타인 텐서가 0인 경우에만 계량이 리치 평탄인지 확인하는 것이 직접적이다.  리치 평탄 다양체는 스칼라 곡률이 0인 특별한 경우로 발생하는 아인슈타인 다양체의 세 가지 특별한 유형 중 하나이다.
바일 곡률 텐서의 정의에서 모든 리치 평탄 계량의 바일 곡률이 리만 곡률 텐서와 동일하다는 것을 직접적으로 알 수 있다. 추적을 해보면 그 반대도 성립한다는 것을 쉽게 알 수 있다. 이는 또한 리치 평탄성이 리치 분해에서 바일 텐서가 아닌 두 부분이 사라지는 것을 특징으로 한다고 표현될 수도 있다.
바일 곡률은 2차원 또는 3차원에서 사라지므로 이러한 차원의 모든 리치 평탄 계량은 평탄하다. 반대로, 모든 평탄 계량이 리치 평탄이라는 정의는 자동으로 나타난다. 평탄 계량에 대한 연구는 일반적으로 그 자체로 하나의 주제이다. 따라서 리치 평탄 계량에 대한 연구는 4차원 이상에서는 별개의 주제일 뿐이다.

## 예
위에서 언급한 것처럼 모든 평탄 계량은 리치 평탄이다. 그러나 전체 곡률이 0이 아닌 리치 평탄 다양체를 식별하는 것은 쉽지 않다.
1916년에 카를 슈바르츠실트는 곡률이 0이 아닌 리치평탄 로런츠 다양체인 슈바르츠실트 계량을 발견했다.  로이 커는 나중에 슈바르츠실트 계량을 특별한 예로 포함하는 2개 매개변수 족인 커 계량을 발견했다. 이러한 계량은 완전히 명시적이며 블랙홀의 수학과 물리학에서 근본적인 관심을 갖고 있다. 보다 일반적으로 일반 상대성 이론에서 리치 평탄 로런츠 다양체는 우주 상수 0인 아인슈타인 장 방정식의 진공 해이다.
많은 준 리만 다양체는 동차 공간으로 구성된다. 그러나 이러한 구성은 리치 평탄인 모든 동차 리만 다양체는 평평해야 한다는 의미에서 리치 평탄 리만 계량에 직접적인 도움이 되지 않는다. 그러나 리 대수의 명시적인 구성과 계산에서 다음과 같이 리치 평탄하지만 평평하지 않은 동차(심지어 대칭) 로런츠 다양체가 있다.
1970년대 야우 싱퉁이 칼라비 추측을 해결하기 전까지는 닫힌 다양체의 모든 리치 평탄 리만 계량이 평탄한지 여부가 알려지지 않았다. 그의 연구는 편미분 방정식 기법을 사용하여 닫힌 복소 다양체에 대한 켈러 계량의 특수한 경우에 리치 평탄 계량에 대한 포괄적인 존재성 이론을 확립했다. 그의 해석학적 기법으로 인해 가장 단순한 경우에도 계량이 명확하지 않다. 이러한 리만 다양체는 종종 칼라비-야우 다양체라고 불리지만, 다양한 저자들이 이 이름을 약간 다른 방식으로 사용한다.

## 해석적 성질
조화 좌표와 관련하여 리만 계량에 대한 리치 평탄성 조건은 타원 편미분 방정식 계로 해석될 수 있다. 조화 좌표가 호환 가능한 해석 구조를 정의하고 계량의 국소 표현이 실 해석적이라는 의미에서 매끄러운 다양체의 리치 평탄 리만 계량이 해석적이라는 것은 표준 타원 정규성 결과의 직접적인 결과이다. 이는 또한 아인슈타인 리만 계량의 더 넓은 설정에도 적용된다.
마찬가지로, 조화 좌표와 관련하여 로런츠 계량의 리치 평탄성은 쌍곡선 편미분 방정식 계로 해석될 수 있다. 이러한 관점을 바탕으로 이본 쇼케브뤼아는 잘 제안된 리치 평탄성 상태를 제안했다. 그녀는 1960년대 로버트 제로크와 협력하여 특정 특성류의 극대 확장 리치-평탄 로런츠 계량이 특정 리만 데이터에 의해 규정되고 구성되는 방식을 확립함으로써 확실한 결과에 도달했다. 이는 대역적 극대 쌍곡 발달로 알려져 있다. 일반 상대성 이론에서 이는 일반적으로 중력에 대한 아인슈타인의 장 방정식의 초기 값 공식으로 해석된다.
리만과 로런츠 사례에서 리치 평탄성에 대한 연구는 아주 뚜렷하다. 이는 리만 기하학의 전형적인 측지 완비 계량과 쇼케브뤼아 및 제로크의 작업에서 발생하는 극대 전역 쌍곡 발달 사이의 근본적인 구별로 이미 나타난다. 더욱이, 리치 평탄 리만 계량의 해석성과 이에 상응하는 고유한 연속성은 한정된 전파 속도와 완전히 국소화 가능한 현상을 갖는 리치 평탄 로런츠 계량과 근본적으로 다른 특성을 갖는다. 이는 라플라스 방정식 과 파동 방정식의 차이에 대한 비선형 기하학적 유사체로 볼 수 있다.

## 리치 평탄 리만 다양체의 위상
리치 평탄 켈러 계량에 대한 야우의 존재 정리는 이러한 계량이 주어진 닫힌 복소 다양체에 존재하는 정확한 위상 수학적 조건을 확립했다. 즉, 정칙 접다발의 첫 번째 천 특성류는 0이어야 한다. 이 조건의 필요성은 이전에 천-베유 이론에 의해 알려졌다.
켈러 기하학을 넘어서는 상황은 잘 이해되지 않는다. 모든 아인슈타인 리만 계량을 지원하는 4차원 닫힌 유향 다양체는 위상 데이터에 대한 히친-소프 부등식을 충족해야 한다. 음이 아닌 리치 곡률의 리만 다양체에 대한 잘 알려진 정리의 특정 사례로서, 완전한 리치-평탄 리만 계량을 갖는 모든 다양체는 다음을 충족해야 한다. 
- 다양체가 닫힌 다양체이면 첫 번째 베티 수는 차원보다 작거나 같다.
- 다항식 정도로 증가하는 기본 군을 갖는다.

미하일 그로모프와 블레인 로슨은 닫힌 다양체의 확장성 개념을 도입했다. 확장 가능한 다양체의 특성류는 호모토피 동치, 곱셈 및 임의의 닫힌 다양체와의 연결 합에 따라 닫혀 있다. 이 특성류의 모든 리치 편평 리만 다양체는 편평하며, 이는 치거와 그로몰의 분해 정리의 결과이다.

## 리치 평탄성과 홀로노미
단순 연결 켈러 다양체에서 켈러 계량은 홀로노미 군이 특수 유니터리 군의 부분군인 경우에만 리치 평탄이다. 일반 켈러 다양체에서는, 방향이 여전히 유지되면, 리치 평탄 켈러 계량의 제한된 홀로노미 군만 특수 단일 군에 반드시 포함된다.
초켈러 다양체는 홀로노미 군이 심플렉틱 군에 포함된 리만 다양체이다. 리만 다양체의 이 조건은 (대략적으로 말하면) 모두 평행 복소 구조의 2구체의 존재로 특징지어질 수도 있다. 이는 특히 모든 초켈러 계량이 켈러임을 나타낸다. 또한 암브로스-싱어 정리를 통해 이러한 모든 계량은 리치 평탄이다. 칼라비-야우 정리는 이러한 맥락에 특화되어 있으며, 동형 대칭 구조를 허용하는 콤팩트 켈러 다양체의 초켈러 계량에 대한 일반적인 존재 및 유일성 정리를 제공한다. 비콤팩트 공간에 대한 초켈러 계량의 예는 이전에 에우제니오 칼라비가 얻었다. 동시에 발견된 에구치-핸슨 공간은 그의 구성의 특별한 예이다.
사원수 켈러 다양체는 홀로노미 군이 리 군 Sp(n)·Sp(1)에 포함된 리만 다양체이다. 마르셀 베르제는 그러한 계량이 아인슈타 계량임에 틀림없다는 것을 보여주었다. 또한 모든 리치 평탄 사원수 켈러 다양체는 국소적으로 초켈러여야 한다. 즉, 제한된 홀로노미 군이 심플렉틱 군에 포함되어 있음을 의미한다.
G2 다양체 또는 Spin(7) 다양체는 홀로노미 군이 리 군 Spin(7) 또는 G2에 포함된 리만 다양체이다. 암브로스-싱어 정리는 그러한 다양체가 리치 평탄임을 의미한다. 이러한 유형의 닫힌 다양체의 존재는 1990년대 도미닉 조이스에 의해 확립되었다.
마르셀 베르제는 위의 가능성에 따라 단순 연결 닫힌 다양체에 대한 기약 리치-평면 리만 계량의 모든 알려진 예에 특별한 홀로노미 군이 있다고 언급했다. 이것이 알려지지 않은 일반 정리를 암시하는지 아니면 단순히 알려진 기법의 한계를 암시하는지 여부는 알려져 있지 않다. 이러한 이유로 베르제는 리치 평탄 다양체를 "아주 신비한" 것으로 보았다.

## 참고 문헌
노트.
1. ↑  O'Neill 1983, p. 87.
2. ↑  O'Neill 1983, p. 336.
3. ↑  Besse 1987, Section 3F; Misner, Thorne & Wheeler 1973, Chapter 31; O'Neill 1983, Chapter 13; Schwarzschild 1916.
4. ↑  Kerr 1963; Misner, Thorne & Wheeler 1973, Chapter 33.
5. ↑  Besse 1987, Section 3C.
6. ↑  Besse 1987, Theorem 7.61.
7. ↑  Besse 1987, Theorem 7.118.
8. ↑  Besse 1987, Paragraph 0.30.
9. ↑  Besse 1987, Sections 11B–C; Yau 1978.
10. ↑  Besse 1987, Section 5F.
11. ↑  Hawking & Ellis 1973, Sections 7.5–7.6.
12. ↑  Besse 1987, Sections 6D–E.
13. ↑  Lawson & Michelsohn 1989, Section IV.5.
14. ↑  Besse 1987, Proposition 10.29.
15. ↑  Besse 1987, Sections 14A–C.
16. ↑  Besse 1987, Section 14D.
17. ↑  Besse 1987, Section 10F.
18. ↑  Berger 2003, Section 13.5.1; Joyce 2000.
19. ↑  Berger 2003, Section 11.4.6.

출처.
- Berger, Marcel (2003). 《A panoramic view of Riemannian geometry》. Berlin: Springer-Verlag. doi:10.1007/978-3-642-18245-7. ISBN 3-540-65317-1. MR 2002701. Zbl 1038.53002.
- Besse, Arthur L. (1987). 《Einstein manifolds》. Ergebnisse der Mathematik und ihrer Grenzgebiete (3) 10. Reprinted in 2008. Berlin: Springer-Verlag. doi:10.1007/978-3-540-74311-8. ISBN 3-540-15279-2. MR 0867684. Zbl 0613.53001.
- Einstein, A. (1916). 번역 Perrett, W.; Jeffery, G. B.. “Die Grundlage der allgemeinen Relativitätstheorie” [The foundation of the general theory of relativity]. 《Annalen der Physik》 354 (7): 769–822. JFM 46.1293.01.
- Hawking, S. W.; Ellis, G. F. R. (1973). 《The large scale structure of space-time》. Cambridge Monographs on Mathematical Physics 1. London−New York: Cambridge University Press. doi:10.1017/CBO9780511524646. ISBN 0-521-20016-4. MR 0424186. Zbl 0265.53054.
- Joyce, Dominic D. (2000). 《Compact manifolds with special holonomy》. Oxford Mathematical Monographs. Oxford: Oxford University Press. ISBN 0-19-850601-5. MR 1787733. Zbl 1027.53052.
- Kerr, Roy P. (1963). “Gravitational field of a spinning mass as an example of algebraically special metrics”. 《Physical Review Letters》 11 (5): 237–238. doi:10.1103/PhysRevLett.11.237. MR 0156674. Zbl 0112.21904.
- Lawson, H. Blaine, Jr.; Michelsohn, Marie-Louise (1989). 《Spin geometry》. Princeton Mathematical Series 38. Princeton, NJ: Princeton University Press. ISBN 0-691-08542-0. MR 1031992. Zbl 0688.57001.
- Misner, Charles W.; Thorne, Kip S.; Wheeler, John Archibald (1973). 《Gravitation》. San Francisco, CA: W. H. Freeman and Company. ISBN 0-7503-0948-2. MR 0418833. Zbl 1375.83002.
- O'Neill, Barrett (1983). 《Semi-Riemannian geometry. With applications to relativity》. Pure and Applied Mathematics 103. New York: Academic Press, Inc. doi:10.1016/s0079-8169(08)x6002-7. ISBN 0-12-526740-1. MR 0719023. Zbl 0531.53051.
- Schwarzschild, K. (1916). “Über das Gravitationsfeld eines Massenpunktes nach der Einsteinschen Theorie”. 《Sitzungsberichte der Königlich Preussischen Akademie der Wissenschaften zu Berlin, Physikalisch-Mathematische Klasse》: 189–196. JFM 46.1296.02.
Schwarzschild, K. (2003). 번역 Antoci, S.; Loinger, A.. “On the gravitational field of a mass point according to Einstein's theory”. 《General Relativity and Gravitation》 35 (5): 951–959. doi:10.1023/A:1022971926521. MR 1982197. Zbl 1020.83005.
- Yau, Shing Tung (1978). “On the Ricci curvature of a compact Kähler manifold and the complex Monge−Ampère equation. I”. 《Communications on Pure and Applied Mathematics》 31 (3): 339–411. doi:10.1002/cpa.3160310304. MR 0480350. Zbl 0369.53059.